# Osmoxylon umbelliferum
Osmoxylon umbelliferum là một loài thực vật có hoa trong Họ Cuồng cuồng. Loài này được (Lam.) Merr. mô tả khoa học đầu tiên năm 1917.